# 火星通信轨道器

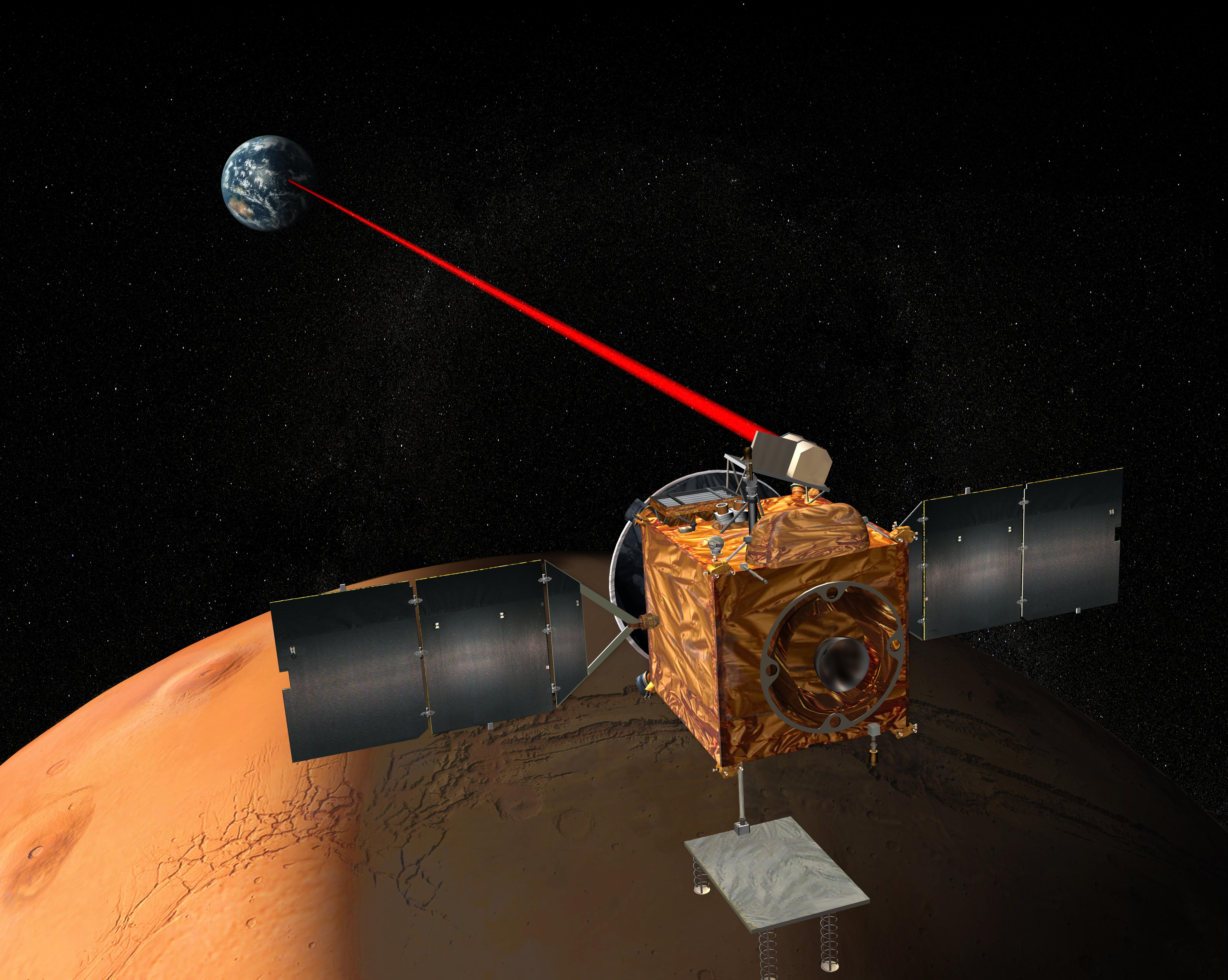
火星通訊轨道器效果图

火星通訊轨道器（Mars Telecommunications Orbiter, MTO）是原定美国国家航空航天局的2009年火星探测计划，该计划因经费问题于2005年7月21日被取消。

## 概述
美国国家航空航天局火星通訊轨道器是第一个将中继与地球的通訊作为基本目标而前往另一颗行星的空间探测器。事实上，它将成为正在不断增长的行星际互联网的一个火星通訊中继站。火星车、科学观测站和火星轨道上的飞船都将通过火星通訊轨道器与地球通訊。它将几乎可以在任何时候都与地球保持通訊联系，因为它的轨道距离表面相比其它探测器要远20倍，这就是说它几乎总是可以直接看到地球。火星通訊轨道器将在火星表面上空5000千米的高度上运行。
除了可以在无线电波和微波的频率发送和接收訊號，火星通訊轨道器还将成为在行星间使用激光通訊的先驱。发送和接收訊號的激光是近红外光——刚刚超出人眼可见的电磁波频率。訊號将穿越数千万千米的太空。尽管光学通訊更容易受到云层的影响，但是它们却有可以以微波通訊10000倍的带宽传送数据的潜力。														
在它为期十年的在轨任务期间，火星通訊轨道器每天将可以向地球发送相当于三张CD容量的数据。这些就包括来自火星科学实验室的数据，火星科学实验室将会在火星通訊轨道器进入环绕火星轨道后一个月在火星表面着陆，释放一个机器人火星车，对火星表面展开比以往任何时候都更加详细的科学考察。															
火星通訊轨道器还将携带一个足球大小的球体，并在将它释放到环绕火星轨道之后对它进行跟踪。这个实验将会支持美国国家航空航天局2013年发射的使用机器人将火星岩石带回地球的火星样本返回任务。成功取得样本要求在轨道上运行的飞船必须能够精确跟踪并截取从火星表面发射的样本容器。

## 基本参数
- 发射日期：2009年9月 (已取消)
- 到达日期：2010年9月 (已取消)
- 质量：大约1800千克 (包含燃料)

## 请参阅
- 火星探测
- 火星科学实验室

## 相关链接
- 火星通訊轨道器
- 火星通訊轨道器图片集 （页面存档备份，存于）